# 摩爾曼斯克州
摩爾曼斯克州（羅馬化：Murmanskaya oblast），位於俄羅斯最西北部，是俄羅斯聯邦主體之一，屬西北部联邦管区。面積144,900平方公里，人口892,534（2002年）。首府為摩爾曼斯克。该州与芬兰、挪威接壤。

## 標準時區
摩爾曼斯克州使用莫斯科時間。時差為UTC+4小時、無夏令時。（2011年3月之前時區為UTC+3、夏令時為UTC+4）

## 地理

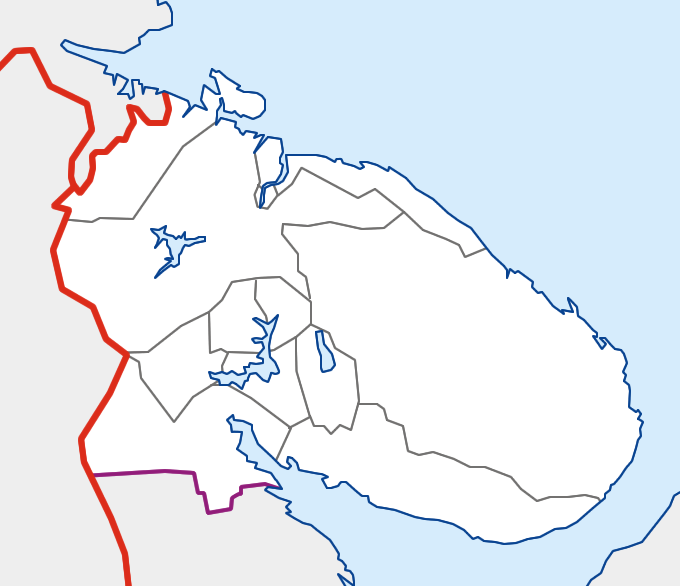
摩爾曼斯克州行政區劃

該州位於拉普蘭地區東部，佔有科拉半島全境。西與挪威及芬蘭接境。在俄羅斯聯邦內則南與卡累利阿共和国相鄰。東北為白海及巴倫支海。
境內河流及湖泊眾多，主要河流為波諾伊河及瓦爾祖加河等。最大的湖泊為伊曼德拉湖。
摩爾曼斯克州境內大部份土地均為凍原地帶，或者為森林凍原地帶，南部部份可見泰加林。

## 人口
主要人口為俄羅斯人，并有少數薩米人居住。人口主要集中于摩爾曼斯克至聖彼得堡的鐵路沿線。

## 產業
漁業繁榮。出產磷灰石、鐵礦石、銅、鎳等。巴倫支海的大陸架上擁有石油。

## 城市
除了首府摩爾曼斯克之外，還有礦業城市阿帕季特、基洛夫斯克、蒙切戈爾斯克、軍港城市北莫爾斯克、古老的港城坎達拉克沙及科拉等。